# 孙循徽
孙循徽，安徽桐城人，清朝政治人物。曾于1749年接替贺祥珠任宝山县知县一职，1749年由田联芳接任。